# الإرهاب في اليمن
|  | انتبه: أُنشئت هذه الصفحة نتيجة لترجمة جزئية أو كلية للصفحة الأصيلة «Terrorism in Yemen» في ويكيبيديا الإنجليزية تحت رخصة جنو للوثائق الحرة. وقد تكون الترجمة غير دقيقة أو ناقصة. |

الحرب على الإرهاب في اليمن تتم بمشاركة الولايات المتحدة الأمريكية.

## الهجمات ضد أهداف مدنية
في 30 ديسمبر 2002 قتلت جماعة متشددة أصولية ثلاثة عمال أمريكيين وأصيب آخر في مستشفى جبلة، باستخدام بندقية شبه آليه. ألقي القبض على المشتبه به ويدعى عابد عبد الرزاق الكامل.
في 17 سبتمبر 2008 هاجم مسلحون تابعون لتنظيم القاعدة «السفارة الأميركية» في صنعاء ولقي 19 شخصا مصرعهم، بما في ذلك ستة مسلحين وستة من رجال الشرطة وسبعة مدنيين وكان أحد القتلى أمريكي.

## الهجمات على السياح
في 2 يوليو 2007 قتل مفجر انتحاري ثمانية سياح إسبان وسائقين يمنيين لهم في مأرب.
في 18 يناير 2008 فتحت عناصر تنظيم القاعدة النار على قافلة من السياح في حضرموت مما أسفر عن مقتل سائحين بلجيكيين ويمنيين اثنين وهما سائق السائحين ومرشدهم.
وفي مارس 2009 استهدف سياح من كوريا الجنوبية بهجوم مما ادى لمقتل أربعة من السياح مع مرشدهم اليمني، كما قتل اثنان من المهاجمين.

## مؤامرة تفجير طائرة شحن 2010
وقال رئيس وزراء المملكة المتحدة ديفيد كاميرون في 29 أكتوبر 2010، صمم الجهاز في حزمة المرسلة من اليمن، ووجدت على متن طائرة بضائع متجهة إلى الولايات المتحدة أن تنفجر بالطائرة. ولكن كاميرون قال المحققون لا بعد يمكن معينة حول عندما الجهاز، اعترضت في مطار شرق ميدلاندز، كان من المفترض أن تنفجر. تم العثور على جهاز ثاني تحتوي على متفجرات على متن طائرة شحن في دبي. الولايات المتحدة يشتبه في تورط تنظيم القاعدة.
في اليمن، اعتقلت الشرطة لكن في وقت لاحق إطلاق سراح امرأة يشتبه في أنها لنشر الحزم. وتعهد الرئيس اليمنى على عبد الله صالح أن بلاده سوف تواصل القتال لتنظيم القاعدة «بالتعاون مع شركائها». «نحن لا نريد أي شخص للتدخل في الشؤون اليمنية بمطاردة القاعدة، أضاف»، كما أن دوريات قوات مسلحة تسليحا ثقيلاً في صنعاء. كما أغلقت السلطات اليمنية أيضا إلى المكاتب المحلية لشركات الشحن الأميركية خدمة الطرود المتحدة وفيديكس، الذين سبق أن علقت جميع الشحنات خارج البلاد وتعهد بالتعاون الكامل مع المحققين. مستشارة الأمن القومي للرئيس الأمريكي باراك أوباما جون برينان، وقد أجرى اتصالاً هاتفيا مع صالح لتقديم مساعدة الولايات المتحدة في محاربة تنظيم القاعدة، وفق ما أعلن البيت الأبيض.
الأجهزة المتفجرة، التي أثارت تحذيرات أمنية في الولايات المتحدة والمملكة المتحدة، والشرق الأوسط، كانت على ما يبدو على حد سواء إدراجها في خراطيش الطابعة ووضعها في عبوات موجهة إلى المعابد اليهودية في منطقة شيكاغو. ثريتول تترانيترات (PETN)-مادة متفجرة اختاره جماعة مسلحة على أساس اليمنى، لتنظيم القاعدة في شبه الجزيرة العربية (AQAP)--اكتشفت في كلا الجهازين. وناقش أوباما المؤامرة الإرهابية الظاهر مع كاميرون عن طريق الهاتف، معربا عن «تقديره للكفاءة المهنية من الدوائر الأمريكية والبريطانية المشتركة» في تعطيل فإنه.
في وقت لاحق، كاميرون للصحفيين في مقر إقامته في البلاد، تشيكويرس، أنه يعتقد أن العبوة المتفجرة التي ضبطت في مطار شرق ميدلاندز «مصممة لتنفجر في الطائرة». أضاف «أننا لا يمكن أن يكون متأكدة متى التي كان من المفترض أن تجري،». «لا دليل المبكرة التي كان من المفترض أن تجري على الأراضي البريطانية، ولكن بالطبع لا نستبعد ذلك». وقال رئيس الوزراء السلطات حظرت فورا حزم قادمة إلى أو من خلال المملكة المتحدة من اليمن، وسوف تكون «تبحث بعناية فائقة في أي خطوات أخرى يتعين علينا أن نتخذ». وقال «وزير الداخلية في المملكة المتحدة» تيريزا أيار الحكومة لا يعتقد المتآمرون أن يعرف موقع الجهاز عندما كان من المخطط أن تنفجر. بينما لم يتم نشر تفاصيل الجهاز وجدت في بريطانيا، صور فوتوغرافية ظهرت في وسائل الإعلام الأميركية خرطوشة الحبر الحبر المشمولة في مسحوق أبيض ومتصلا بلوحة دائرة. وتوحي تصريحات الحكومة البريطانية السلطات في كل من المملكة المتحدة والولايات المتحدة لا تزال غير مؤكدة حول أهداف محددة، وفي الواقع، تهدف هذه المؤامرة الواضحة أحدث. ووفقا لشرطة دبي، المتفجرات عثروا أيضا داخل خرطوشة الحبر من الطابعة، وضعت في صندوق من الورق المقوى تحتوي على كتب باللغة الإنجليزية والهدايا التذكارية.الخرطوشة الواردة PETN والمتفجرات البلاستيكية مختلطة مع قيادة أزيد، قالوا. أزيد الرصاص مادة متفجرة تستخدم عادة في أجهزة التفجير. وقال الشرطة «الجهاز كان أعدت بطريقة مهنية ومجهزة بدائرة كهربائية المرتبطة ببطاقة هاتف المحمول [Sim] أخفى في الطابعة». بالنسبة لنا وزير الأمن الداخلي جانيت نابوليتانو، المؤامرة تحمل «بصمات القاعدة وخاصة [AQAP]». وقال مسؤولون لم يكشف عن اسمه نقلت وكالة أنباء أسوشيتد برس عن خبير المتفجرات لتنظيم القاعدة في اليمن، حسن إبراهيم بن-عسيري، كان المتهم المحتمل وراء صنع القنابل. وقال أنهم عسيري قد ساعدت في جعل القنبلة المستخدمة في تفجير «ديترويت يوم عيد الميلاد» الفاشلة وآخر PETN الأجهزة المستخدمة في عملية انتحارية فاشلة ضد مسؤول مكافحة الإرهاب في السعودية العام الماضي. وقد أعلن البيت الأبيض في المملكة العربية السعودية تقدم المعلومات التي ساعدت على تحديد التهديد، بينما في المملكة المتحدة صحيفة الديلي تلغراف ذكرت أن ضابط المخابرات البريطانية MI6 مسؤولة عن اليمن تلقت بلاغاً.

## العمليات العسكرية لمكافحة الإرهاب
وفي أعقاب هجمات 11 سبتمبر 2001 في الولايات المتحدة، الرئيس اليمنى على عبد الله صالح بذل جهدا للقضاء على وجود المسلحين الإسلاميين. وبحلول تشرين الثاني/نوفمبر 2002، اعتقلت القوات الحكومية اليمنية 104 أعضاء القاعدة المشتبه فيهم.
في كانون الأول/ديسمبر 2001، بحثاً عن قوات الحكومة اليمنية اثنين يعتقد أنهم من كبار أعضاء القاعدة مختبئاً قرب مأرب أدت إلى معركة مسلحة مع رجال القبائل التي انتهت بمقتل 34 شخصا، بينهم 18 جنديا. لتهدئة الوضع، عشرة مأرب الشيخs كانوا محتجزين كرهائن للدولة في غرف مريحة في قصر الرئاسة لمدة 35 يوما، حتى 43 من رجال القبائل الصغرى أخذت مكانها.
وافقت إدارة بوش في الأشهر الأولى من عام 2002 حوالي 100 إرسال قوات العمليات الخاصة إلى اليمن، قاعدة سلطة القاعدة.
في تشرين الثاني/نوفمبر 2002، نسف ستة يمنيين يشتبه في انتمائهم إلى القاعدة في سيارتهم في محافظة مأرب بصواريخ هيلفاير من طائرة بريداتور RQ-1 وكالة المخابرات المركزية الأمريكية غير مأهولة. وكان من بين القتلى أبو على الحارثي.
وفي عام 2004، هيئة الإذاعة الأسترالية في (أية بي سي-تلفزيون) برنامج الشؤون الدولية «مراسل أجنبي» التحقيق هذه تستهدف قتل والمشاركة ثم السفير كجزء خاص لنا تقرير بعنوان «اليمن خيار». ودرس التقرير أيضا تتطور الأساليب والتدابير المضادة في التعامل مع القاعدة مستوحاة من الهجمات.
في كانون الأول/ديسمبر 2002، صعد جندي إسباني واحتجاز سفينة، وبناء على طلب الولايات المتحدة، التي كانت تنقل صواريخ سكود من كوريا الشمالية إلى اليمن. وبعد يومين، عندما تقرر الولايات المتحدة أنه ليس من حق القانون الدولي مواصلة احتجاز الشحنة، سمحوا فانتقل إلى اليمن.
في 30 يوليه 2009، قتل ثلاثة جنود في اشتباك مع مسلحي القاعدة في محافظة مأرب.
غارة على معسكرات القاعدة في 17 ديسمبر 2009، أدت إلى وفاة 34 من أعضاء القاعدة المشتبه فيهم. ذكرت وكالة أنباء أية بي سي أن الولايات المتحدة صواريخ كروز كانت جزءا من قصف المخيمات، والتي استهدفت «أبو قاسم هريرة» al-ياسمين، على النقيض من ذلك، ادعى مسؤول محلي ومصدر قبلية أن 49 مدنيا، بينهم 23 امرأة و 17 طفلا، كانوا من بين أولئك الذين قتلوا في الهجوم. وفي نفس اليوم اشتباك بين قوات الأمن وأعضاء في تنظيم القاعدة في أبهر مقتل أربعة مسلحين.
غارة جوية استهدفت اجتماعا لتنظيم القاعدة في «رافد وادي» في محافظة شبوة في 24 ديسمبر 2009. آخر 34 من مسلحي القاعدة قتلوا في الهجوم. كان من بين القتلى أيضا سعوديين وإيرانيين، وفقا لقوات الأمن. وارتفع عدد أعضاء القاعدة المعتقلين في الأسبوع الماضي إلى 29.

## الهجمات الجوية بالطائرات الأمريكية
أولاً: الولايات المتحدة قال أنها تستخدم استهدفت قتل في تشرين الثاني/نوفمبر 2002، بتعاون وموافقة من حكومة اليمن.
وكالة المخابرات المركزية الأمريكية-التي تسيطر عليها المفترس طيار أطلقت صاروخا جهنم سيارات الدفع الرباعي في الصحراء اليمنية تحتوي على «القائد سالم سنان» al-هاريثي، ملازم يمنية كبار المشتبه فيها إلى تنظيم القاعدة ويعتقد أنهم كانوا العقل المدبر وراء تشرين الأول/أكتوبر 2000 حاملة الطائرات  كول  التفجير الذي أودى بحياة 17 من الأميركيين. وكان على قائمة بالأهداف التي التقاط أو الموت قد تم دعا الرئيس الأمريكي جورج و. بوش. وبالإضافة إلى al-هاريثي، قتل خمسة ركاب أخرى من سيارات الدفع الرباعي، وجميعهم اشتبه في أنهم من إرهابيي القاعدة، وواحد منهم (كمال درويش) كان أميركيا.
في 17 ديسمبر 2009، قرية أبو مأجالة أصيبت صاروخ كروز، مما أسفر عن مقتل 41 شخصا، بينهم 14 امرأة، 21 طفلا، و 14 ممن زعم أنهم أعضاء في تنظيم القاعدة. بينما اتخذت الحكومة اليمنية في البداية المسؤولية، صوراً فوتوغرافية لمكونات أمريكية وكبل ويكيليكس تشير إلى أنها أجريت بالولايات المتحدة.
في مايو 2010 المخطئين إلينا طيار الهجوم استهداف إرهابيي القاعدة في وادي عبيدة، اليمن، قتل خمسة أشخاص، بينهم جابر بن شابواني، نائب محافظ محافظة مأرب الذين كان التوسط بين الحكومة والمسلحين. القتل حتى أغضب رجال القبائل في شابواني أن القوات، مهاجمة مرتين من النفط الرئيسية خط أنابيب في منطقة مأرب في الأسابيع اللاحقة أنهم قاتلوا بشدة مع الحكومة الأمنية.
في 5 مايو 2011، قتل صاروخ أطلق من طائرة بدون طيار أمريكي عبد الله ومبارك مسعد، الأخوة الذين قد يكون المسلحون. الصاروخ أطلق على سيارته، وكلاهما توفي على الفور. الإضراب كان يهدف إلى قتل أنور al-أولاكي، ولكن al-أولاكي قد نجا على ما يبدو.
في 3 يونيو 2011 المأهولة الأمريكية طائرات أو طائرات بدون طيار لهجوم ومقتل أبو على الحارثي، أحد أعوان القاعدة البكلاريوس وعده المشتبه فيهم مسلحة أخرى، بما في ذلك عمار ناصر عبدة al-وأيلي، في إضراب في جنوب اليمن. ويقال أيضا أن قتل أربعة مدنيين في الإضراب. الإضراب نسقه أفيد بأن القوات الخاصة الأمريكية وعملاء وكالة المخابرات المركزية الأمريكية مقرا لها (سانا). ووفقا وكالة أنباء أسوشيتد برس، بدأت الحكومة الأمريكية في عام 2011 بناء قاعدة جوية قرب أو في اليمن من الذي الجيش وكالة المخابرات المركزية الأمريكية والولايات المتحدة تخطط لتشغيل الطائرات بدون طيار فوق اليمن. ذكرت  صحيفة واشنطن بوست  أن الولايات المتحدة تستخدم سابقا قاعدة في جيبوتي لتشغيل الطائرات بدون طيار فوق اليمن. وتفيد  صحيفة وول ستريت جورنال  أن قاعدة أمريكية بدون طيار في سيشيل يمكن أن تستخدم لتشغيل الطائرات بدون طيار فوق اليمن.
وفقا للسكان المحليين، ومسؤولي الحكومة الأمريكية ويمني لم يكشف عن اسمه، على 14 يوليه 2011 لنا المأهولة طائرات أو طائرات بدون طيار هاجمت ودمرت مركزا للشرطة في موديا في محافظة أبين التي كانت تحتلها القاعدة المسلحين. وسائل الإعلام اليمنية والحكومة أعطت الحسابات المتعارضة في عدد الإصابات، يتراوح بين 6 و 50 قتلوا. وفي نفس اليوم وفي الجوار، أفيد بأن ضربت صواريخ طائرة بدون طيار سيارة تابعة لزعيم تنظيم القاعدة اليمنية فهد بن-كوسو، لكن كوسو بن نجا من الهجوم.
في 1 أغسطس 2011، لنا طائرات بلا طيار يقال أن الطائرات اليمنية هاجمت ثلاثة أهداف مع القنابل والقذائف في جنوب اليمن، مما أسفر عن مصرع 15 يشتبه في القاعدة المسلحين وإصابة 17 آخرين بجروح. واستهدفت المواقع شملت الفلاح-وال-أمودية al-كميلة في محافظة أبين. وكان من أولئك الذين قتلوا الزعيم المتشدد يقال أن ناصر بن-شادادي.
ووفقا وظيفة اليمن «على الأقل 35 لنا طيار تم الإبلاغ عن هجمات في اليمن خلال الشهر الماضي اثنين.»
في 24 أغسطس 2011، طائرات مجهولة الهوية هاجمت مسلحين يشتبه في أنهم من تنظيم القاعدة بالقرب من زنجبار. الضربات التي يقال أن قتل 30 من المسلحين وإصابة 40 آخرين بجراح.
ووفقا لمسؤولين يمنيين حسبما ورد في  مجلة الحرب الطويلة، لنا الضربات الجوية في جنوب شرق محافظة أبين في 30 آب/أغسطس إلى 1 سبتمبر 2011 قتل المسلحين AQAP 30. يقال أن أشرك المسلحين في القتال مع القوات العسكرية اليمنية.
اثنين من الضربات الجوية بالطائرات التي تديرها الولايات المتحدة في 21 سبتمبر 2011 مقتل أربعة من مقاتلي AQAP في أبين وسبعة من مقاتلي AQAP في شقرا.
وفي 30 سبتمبر 2011، قتل صواريخ أمريكية بدون طيار أطلقت أربعة أشخاص، بما في ذلك القاعدة الدعائية أنور al-أولاكي، في محافظة الجوف. الإضراب أيضا قتل سمير خان، ولد أمريكا محرر من  يلهم  مجلة. الإضراب المرة الأولى المعروفة أن الولايات المتحدة قد تعمدت استهداف المواطنين الأمريكيين في هجوم بطائرة بدون طيار.
ضربة طائرة بدون طيار تم الإبلاغ عنها في زنجبار في 5 أكتوبر 2011 قد قتلت خمسة من المسلحين AQAP. طبقاً لمسؤولي الحكومة اليمنية، ضربة جوية أمريكية في 14 أكتوبر 2011 قتل سبعة مسلحين AQAP، بما في ذلك ولد المصري إبراهيم البنا، رئيس AQAP في وسائل الإعلام.
إضراب طائرة بدون طيار في 22 ديسمبر 2011 قرب زنجبار قتل عبد الرحمن بن ووهايشي، أحد أقرباء زعيم القاعدة اليمنى ناصر بن-ووهايشي. أخرى ثمانية وأفيد المسلحين قتلوا في غارة جوية قرب سنة في 17 ديسمبر 2011.
غارة جوية، أفيد بأن يؤديها لنا الطائرات، في 31 يناير 2012 قرب مدينة لودر في محافظة أبين، قتل 11 من المسلحين AQAP. يقال أن بين القتلى عبد المنعم al-فاهتاني، أحد المشاركين في تفجير يو إس إس كول.
طائرات بدون طيار تشارك في الهجمات الثلاث على مدى ثلاثة أيام من 9-11 مارس/آذار 2012. واستهدفت الضربة الأولى مخبأ AQAP القرب من نادي البيضاء، محافظة البيضاء، أفيد بأن قتل المحلية AQAP زعيم عبد الوهاب بن-هومايقاني و 16 من المسلحين له. ضرب الضربة الثانية سنة في محافظة أبين، يقال أن مما أسفر عن مقتل 20 من مقاتلي AQAP. يقال أن الضربة الثالثة، أيضا في سنة، قتل ثلاثة من المسلحين AQAP واستهدفت موقع تخزين للأسلحة AQAP استولوا بعد أوفيرونينج قاعدة عسكرية يمنية في الخود في الأسبوع السابق. طيار رابع الإضراب في 14 مارس 2012 في بيدة Al قتلوا أربعة من المسلحين AQAP في سيارة.
في 11 نيسان/أبريل، 14 مسلحين لقوا مصرعهم في هجوم طائرة بدون طيار في مدينة لودر، شمال شرقي مدينة زنجبار محافظة أبين. ضربة طائرة بدون طيار في 22 نيسان/أبريل في منطقة أبو سامادة، القريبة من الحدود لمحافظات مأرب والجوف، قتلت AQAP الزعيم البارز محمد سعيد بن عمدة (يعرف أيضا باسم أبو غريب تيزي).
في 6 مايو 2012 طائرة بدون طيار أمريكي يشتبه في الإضراب قتل «أحمد محمد فهد» بن-كوسو وآخر من القاعدة المتشددة في محافظة شبوة الجنوبية.